# Kyle Alessandro
Kyle Alessandro Helgesen Villalobos, conegut simplement com a Kyle Alessandro (noruec bokmål: Kyle Alessandro Helgesen Villalobos)  (Levanger, 10 de març de 2006), és un cantant i compositor noruec. Va ser el representant de Noruega al Festival de la Cançó d'Eurovisió 2025 amb la cançó «Lighter».

## Primers anys
Va néixer el 10 de març del 2006 a Levanger, fill d'un espanyol (concretament malagueny) i una noruega. Va passar la infància a Steinkjer i Trondheim.
El seu pare, tot i néixer a Madrid, es va criar a Fuengirola, on va conèixer la seva dona, que havia nascut a Noruega de pares noruecs, però que també va créixer a Fuengirola mateix. Pel que fa a l'ascendència del pare, d'una banda hi ha l'àvia del cantant, que és originària de Salamanca, i de l'altra hi ha l'avi, que va arribar del Perú (amb arrels asiàtiques i africanes) a Espanya durant la dècada del 1960 per a estudiar Medicina i al final va acabar casant-s'hi i tenint-hi descendència.

## Carrera
El 2017, amb només deu anys, va donar-se a conèixer participant en el programa de talents Norske Talenter del canal TV 2. Poc després, va aparèixer en altres programes televisius com ara Allsang på grensen, va publicar alguns senzills i el seu primer disc, titulat Første kapittel.
El 2023, es va presentar per primera vegada al Melodi Grand Prix, el concurs de preselecció de Noruega per a Eurovisió, juntament amb Kristian Haugstøyl i Magnus Winjum. El grup es deia Umami Tsunami i van arribar a la final amb la cançó «Geronimo», però en aquella etapa van quedar en darrer lloc i no es van classificar per a Eurovisió. Aquell mateix any, el cantant va publicar el seu segon disc, Evig & alltid.
Dos anys més tard, es va tornar a presentar al concurs, aquesta vegada en solitari, amb la cançó «Lighter», coescrita amb Adam Woods. La cançó, que està dedicada a la seva mare després d'haver superat un tractament contra el càncer, va rebre la puntuació màxima de 9 dels 10 membres del jurat i va obtenir un total de 307 punts, cosa que el va convertir en el guanyador del Melodi Grand Prix i representant de Noruega a Eurovisió 2025, que se celebrarà a Basilea.

## Discografia
- Første kapittel (2017)
- Evig & alltid (2023)